# Chlewiska (Grande-Pologne)
Pour les articles homonymes, voir Chlewiska.
Chlewiska (prononciation : [xlɛˈviska]) est un village polonais de la gmina de Kaźmierz dans le powiat de Szamotuły de la voïvodie de Grande-Pologne dans le centre-ouest de la Pologne.
Il se situe à environ 3 km à l'est de Kaźmierz (siège de la gmina), 10 km au sud de Szamotuły (siège du powiat), et à 25 km au nord-ouest de Poznań (capitale de la Grande-Pologne).

## Histoire
De 1975 à 1998, le village faisait partie du territoire de la voïvodie de Poznań.

Depuis 1999, Chlewiska est situé dans la voïvodie de Grande-Pologne.